# Leistungsschnittstellenvereinbarung
Eine Leistungsschnittstellenvereinbarung (LSV) wird vorwiegend  in der Automobilindustrie für  Entwicklungsprojekte genutzt. Die LSV ist ein Dokument, welches die Verteilung von Aufgaben und Verantwortlichkeiten zwischen Kunde, Lieferant und weiteren Projektteilnehmern in den verschiedenen Phasen der Produktentwicklung beschreibt. Die LSV wird auch von einigen Normen für die Aufgaben gefordert, die sich aus der Anwendung der Normen ergeben. So heißt die LSV in der ISO 26262 ‘Development Interface Agreement’ (DIA) und in der ISO 21434 ‘Cybersecurity Interface Dokument’.
Die LSV wird vor Auftragserteilung zwischen Kunde und Lieferant abgestimmt und ist dann Teil des Entwicklungsvertrages bzw. der Liefervereinbarung, wenn nach der Entwicklung der Lieferant auch das entwickelte Produkt fertigt und an den Kunden liefert.

## Anwendungsbereich
Im Fokus der LSV sind Produkte von Automobilzulieferern, die als Komponente eine Aufgabe im Produkt des Kunden erfüllen und dort eingebaut werden, und wo diese Komponente speziell an das Produkt des Kunden angepasst werden muss.
Dies kann beispielsweise ein Autositz oder ein Lenkrad mit Airbag von einem Zulieferer sein, welches der Fahrzeughersteller in ein Fahrzeug einbaut.
In diesen Fällen wird in der Automobilindustrie ein umfangreicher Entwicklungsvertrag vereinbart. Ein Teil dieses Entwicklungsvertrages ist die Leistungsschnittstellenvereinbarung. Der Auftraggeber möchte dabei die Entwicklung zumindest grob beobachten und sicherstellen, der Zulieferer auch solche Maßnahmen umsetzt, die am Produkt später nicht erkennbar sind, die aber der Qualität dienen oder einschlägige Rechtsvorschriften erfüllen.
Zu den Maßnahmen, die im Produkt später nicht sichtbar sind, gehören beispielsweise umfangreiche Tests, die entweder Fehler aufdecken sollen oder bestätigen, dass die beauftragte Funktion auch erfüllt wird. Zu den einschlägigen Rechtsvorschriften gehören beispielsweise die Prüfung auf EMV-Verträglichkeit, Versuche zur Brennbarkeit oder der Nachweis, dass branchenübliche Entwicklungsprozesse eingehalten werden, um im Falle von Produkthaftungsklagen zumindest den Nachweis sorgfältiger Entwicklung glaubhaft zu machen und eine Strafverschärfung wegen grober Fahrlässigkeit zu vermeiden.
Die genaue Ausführung des Produktes, wie Maße, Eigenschaften und Funktionen sind normalerweise nicht Umfang der LSV. Sie werden, wie beim Einkauf normaler Produkte ohne spezielle Entwicklungsleistung, über das Anforderungsmanagement definiert.
Bestellt beispielsweise ein Fahrzeughersteller ein Getriebe bei einem Zulieferer, so werden Schaltverhalten, Anzahl und Übersetzungsverhältnisse der Fahrstufen, Lochbild des Flansches oder Drehmomentklasse über Anforderungen definiert.
Die notwendigen Beiträge des Zulieferers, die der Fahrzeughersteller zur Homologation des Fahrzeugs benötigt, werden überwiegend in der Leistungsschnittstellenvereinbarung abgestimmt.

## Inhalte
Eine LSV deckt im Wesentlichen folgende Bereiche ab:
- Anwendung von industrieüblichen Entwicklungsprozessen, die sich teilweise aus Normen und Gesetzen ergeben (Qualitätsmanagementsysteme, Funktionale Sicherheit, ECE-Regelungen wie R 155, R 156)
- Erstellung und Freigabe bestimmter Analysen zur Minimierung von Produktrisiken, z. B. eine systematische Suche nach potentiellen Schwachstellen im Produkt und daraus abgeleiteten Gegenmaßnahmen und Wirksamkeitsprüfungen (z. B. FMEA, Fehlerbaumanalyse)
- Zuweisung der Aufgaben an die Entwicklungsprojektteilnehmer (RACI/RASIC, siehe unten)

### Aufbau
Die LSV beschreibt die einzelnen Ergebnisse, die im Laufe des Projektes erreicht werden sollen. Dazu wird eine LSV typischerweise als Tabelle aufgebaut, die im Wesentlichen folgende Punkte enthält:
- Beschreibung, welches Ergebnis erreicht werden soll. Dies können Produkte/Prototypen oder Arbeitsergebnisse wie Berichte und Analysen sein.
- Detailliertere Beschreibung des erwarteten Ergebnisses, beispielsweise den Funktionen eines Prototyps
- Projektteilnehmer und deren Verantwortlichkeit für das jeweilige Ergebnis
- Verteilungsart des Ergebnisses. So kann ein Dokument ungekürzt verteilt werden, oder eine Zusammenfassung des Dokuments (beispielsweise bei Testberichten oder Simulationsergebnissen) oder zwecks Know-how-Schutz wird nur Einsicht auf dem Betriebsgelände des Erstellers gewährt.
- Zieltermine oder Projektmeilensteine, zu denen das Ergebnis benötigt wird, beispielsweise Prototypen mit Grundfunktionen oder seriennahe Prototypen mit voller Funktionalität, die noch mit Prototypenwerkzeugen hergestellt werden.

Jedem Ergebnis wird dann zugeordnet, welcher Projektpartner welche Art der Beteiligung bei der Bearbeitung hat. Die Art der Beteiligung am Ergebnis wird beispielsweise mit der Abkürzung RACI oder alternativ RASIC jedem Projektpartner zugeordnet.
Wenn ein Projektpartner für ein bestimmtes Ergebnis verantwortlich (R in RACI bzw. RASIC) ist, kann dies im DEMI-Schema zweierlei bedeuten: 
- Ergebnisverantwortung: Er ist für die Erstellung selbst zuständig und besitzt die nötige Fachkompetenz.
- Durchführungsverantwortung: Er ist für die Bereitstellung des Ergebnisses verantwortlich, beispielsweise für eine behördliche Genehmigung oder für die rechtzeitige Bearbeitung durch einen Dritten.

### Projektpartner
Projektpartner sind in jedem Falle der Kunde und sein Zulieferer. Sowohl Kunde als auch Zulieferer können sowohl Automobilzulieferer als auch  Automobilhersteller sein.
Vor allem durch Beistellungen kann der Kunde zum Unterlieferanten seines Zulieferers werden, wenn beispielsweise Software des Kunden von dessen Zulieferer in das beauftragte Produkt integriert werden soll.
Weitere Projektpartner können sein:
- Entwicklungsdienstleister, die Aufgaben oder die Überwachung des Zulieferers für den Kunden übernehmen (Audits, Assessments) oder Teilaufgaben des Lieferanten übernehmen, z. B. Auslegung einer Verzahnung
- Akkreditierte Prüfinstitute, die Untersuchungen durchführen und zur Vorlage bei Behörden beurkunden
- Unterlieferanten von komplexen Komponenten, beispielsweise für angepasste Software

In manchen Entwicklungsprojekten wird vom Kunden gefordert, dass der Lieferant Teile von einem Drittlieferanten verwendet (Setzteile), beispielsweise Steckverbinder, Mikrocontroller oder Softwarekomponenten wie AUTOSAR-Betriebssysteme. Hier kann in der LSV festgehalten werden, wer für die Überwachung der Entwicklung oder Qualitätsprüfungen am Setzteil verantwortlich ist.

### Beispiel für Inhalte
Wenn der Kunde in der LSV die Einhaltung der ISO 26262  verlangt, wird der Lieferant auf R gesetzt. Wenn weitere  Dokumente aus der ISO 26262 aufgeführt werden, die der Lieferant erstellen und dem Kunden übermitteln muss, werden beim Lieferanten auch diese auf R gesetzt. Dem Kunden selbst wird ein I zugewiesen und eventuell müssen andere Projektpartner den Lieferanten unterstützen (S).